# 江浙战争
江浙战争，又称齐卢战争、甲子內亂，发生于1924年（农历甲子年），是以江苏督军齐燮元为首的直系军阀同占据浙江的皖系卢永祥为争夺上海管辖权而爆发的战争，战争以卢永祥败亡，直系占领浙江、上海告终。这场战争既是1920年直皖战争后，直系军阀扫除皖系残余势力的延续，也是第二次直奉战争爆发的直接原因。由于战争爆发在当时中国最为繁华的江浙地区，社会经济损失巨大。

## 战前局势

### 反直同盟建立
袁世凯死后，北洋军阀分裂为直系、皖系等派系，以段祺瑞为首的皖系意图解散旧国会、废止临时约法，因此孙中山在广东发起护法运动反对皖系。1920年直皖战争皖系战败，只剩下浙江的卢永祥孤军坚守。直系在对待皖系仅存的卢永祥态度迟迟不能统一，吴佩孚主张招降卢永祥，曹锟一开始也同意“先礼后兵”，而江苏的齐燮元则主张武力扫错皖系的残余势力。齐燮元多次派人游说吴佩孚，请求出兵攻打浙江，但吴佩孚都没有接受，因此齐燮元对吴佩孚颇有微词。在曹锟巩固北京政权和吴佩孚多次游说无效后，直系对卢永祥的态度逐渐转为强硬。

直系在驱逐皖系后不愿意和张作霖为代表的奉系分享权力，因此发动第一次直奉战争成功驱逐张作霖。孙中山趁着直奉战争北伐进攻直系，皖系也派人与其和解，并在后来的陈炯明叛变中调停斡旋。直系在驱逐张作霖后完全掌握了北京中央政权，曹锟希望废除段祺瑞扶植之安福国会所选出的徐世昌大总统，自己取而代之，因此假意同意黎元洪“废督裁军”，恢复其大总统职务，暗地里收买旧国会议员，并让冯玉祥以断水断电、煽动军民等手段逼迫黎元洪下台。1922年皖奉粵各派代表在上海集会反直，并鼓动不愿意通曹锟同流合污的旧国会议员南下上海，资助其伙食费及旅费。1923年初，孙中山宣布通皖系、奉系组建同盟。10月5日，曹锟通过贿赂成功当选大总统。皖奉粵及南下各省代表在得知曹锟贿选成功后，当即通电全国，痛斥曹锟窃国。1924年5月，段祺瑞截获吴佩孚联合各省进攻浙江的哿电并转递卢永祥，卢永祥获知后派邓汉祥北上求援张作霖。张作霖本不相信哿电，但在主战的奉系新派劝说下同皖系达成攻守同盟，允诺参与江浙战争。江浙地方精英对于反直同盟态度消极，在其拟定的和平公约中明确要求双方避免“足以引起军事行动之政治问题”，实际上限制了反直同盟的发展。

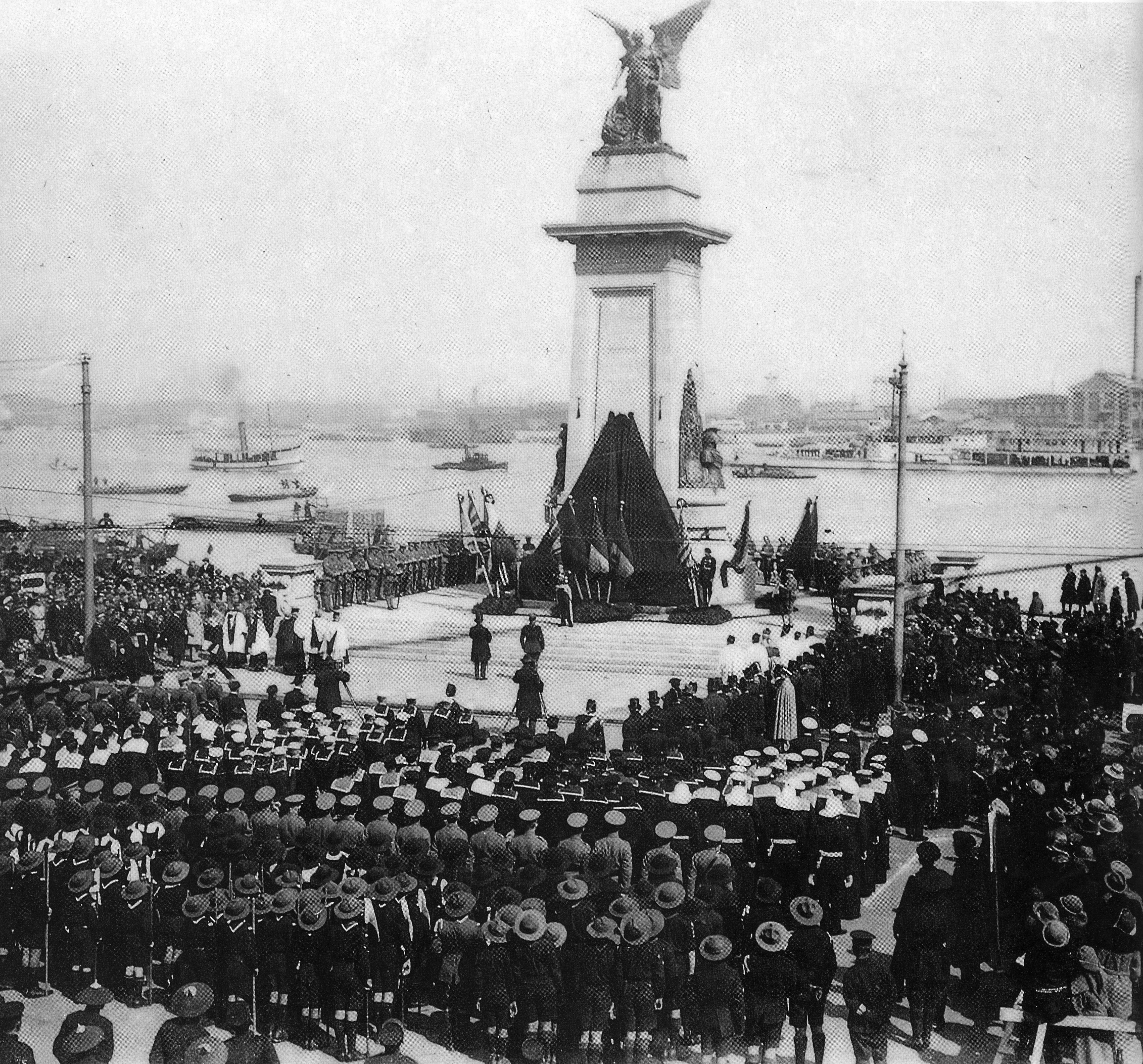
1924年初上海和平女神像落成

### 江浙和平运动
北洋军阀在袁世凯去世后分裂为直系和皖系，各地军阀割据争斗不已，江浙分别归属直皖，受到军阀间战争的直接威胁。在地方精英推动下，江浙在八国联军战役、辛亥革命、直皖战争中屡屡独善其身，在全国经济财政发挥着重要作用。江浙精英深知一旦江浙开战则必然牵动全国市场，因此极力推动和平。1918年卢永祥提出“废督裁军”，裁减全国兵员，以达到消弭兵祸的目的，得到了地方精英的响应。1922年第一次直奉战争爆发，直皖双方在江浙剑拔弩张，江浙商人唯恐江浙陷入西南四川那样的混乱局面，因此一直行动推动和平运动。1923年8月16日，江浙商人在上海成立“苏浙和平协会”，力促8月20日《江浙和平条约》签订，条约签订后和平运动的领导者张一麐决定仅凭条约难以保障和平，因此邀请江浙双方领袖举行会晤以消除猜疑，然未能如愿。在江浙商人奔走下，直皖军阀在10月6日、12月6日签订了《浙皖和平公约》《浙赣和平公约》。条约签订后直皖双方保持了一年的和平，随后1924年3月臧杨入浙、6月卢永祥违反公约收编客军，江浙局势再起风波，商人再度为和平奔走。江浙商人代表先后致电两省长官、直系领袖吴佩孚，希望获得对方的支持，然而未能成功。

### 列强态度
1922年列强召开华盛顿会议，通过九国公约重新分配了在华利益，确立了在保持中国领土和主权完整的前提下利益均沾的原则。美国在对华事务上保持中立态度，企图以有限度的海军威慑避免与中国军队直接冲突，但是其驻华官员较为偏颇直系，美国驻宁领事戴维斯（John K. Davis）则乐观地认为江浙战争将给上海带来莫大好处，消除了上海长期以来受到的军阀间战争威胁，直系更是可以借此实现中国统一。英国政府表面上表示不干涉和不介入，和美国合作维持租界的中立，实际上比较明显偏颇于直系，认为直系统一中国有利于英国在华利益扩张，评估其收益可能大于租界受到战争威胁的潜在风险。苏联、日本则认为直系发动战争背后有着英美两国的支持，苏联报纸指控英美借中立之名实际帮助直系统一中国，日本也担心直系接下来会对付日本扶植的奉系军阀，英美与苏日之间的矛盾也迫使英美在战争中采取更为谨慎的策略。日本虽然长期支持皖系军阀，但相比于处于英美势力范围内的江浙地区更为关注北方的满洲局势，在第二次直奉战争爆发后甚至考虑介入战争以避免直系占领满洲。

## 开战原因

### 直皖对上海的争夺
江苏省管辖权在二次革命前短暂统一，1913年7月12日国民党李烈钧在上海公开反袁，随后陈其美等人以上海、松江为二次革命的根据地，袁世凯立即任命郑汝成为上海镇守使前去镇压上海的革命运动，上海镇守使则归属袁世凯本人直辖，由此脱离江苏都督管辖。1915年11月10日国民党刺杀郑汝成，袁世凯旋即任命镇压有功、忠于洪宪帝制的松江镇守使杨善德为淞沪护军使，统领上海和松江军务，护军使军政地位相当于省都督，一面继续镇压国民党在上海的革命活动，一面监控出身革命党人的浙江都督朱瑞，一面制衡当时的江苏都督、后来的直系领袖冯国璋。1915年12月，袁世凯为加强上海的防卫，命令卢永祥所部进驻上海，听从杨善德调度，郑汝成忠于袁世凯，而卢永祥和杨善德二人都和后来的皖系领袖段祺瑞交好，和冯国璋分属不同派系。袁世凯死后北洋军阀分裂为冯国璋为首的直系和段祺瑞为首的皖系，冯国璋入京以副大总统兼任江苏督军，段祺瑞出任政府总理；1917年张勋复辟之后段祺瑞和冯国璋幕后达成交易，段祺瑞以支持直系人选继任江苏、江西换取冯国璋离任入京担任代理大总统；同年浙江督军吕公望因政府内讧辞职，段祺瑞政府随即以杨善德递缺浙江督军、卢永祥补淞沪护军使位，并且任命卢永祥为“帮办江苏军务”，后改“会办江苏军务”，实则觊觎冯国璋出缺之后的江苏督军一职，然而冯国璋则中意同派系的李纯接任，双方在江苏督军接任问题上勾心斗角，1919年卢永祥接替过世的杨善德出任浙江督军、卢永祥部下何丰林递补淞沪护军使，直系则以齐燮元递补“会办江苏军务”，李纯死后由齐燮元接任江苏督军，最终直系占据江苏，皖系占据浙沪，双方在江浙分庭抗礼:154-155:167。
齐燮元作为江苏督军兼苏皖赣巡阅使，外不能调动苏皖赣大军，内不能领有境内最为富裕的上海，长期以来都对此耿耿于怀。据当时卢永祥内部人士传言，卢永祥通过上海的鸦片贸易收获颇丰，仅仅通过对印度烟土课税就可以养三个师。除此之外，上海是中国最大的国际商港，享有巨额商贸收入和完备的军事工业体系，历来为各方所觊觎。1923年11月10日，亲直系的淞沪警察厅厅长徐国梁为王亚樵刺杀，直系认定此事系皖系所为，并坚持安排自己人马继任，但最终皖系最终回绝了直系的任命，双方矛盾进一步激化。同时英美也对卢永祥对鸦片贸易课以重税，以及他组织江浙商人到印度从事鸦片贸易，抢夺英美商人利益的行为表示不满，英美政府虽然宣布采取中立，但客观上其财团为齐燮元提供了军火物资。

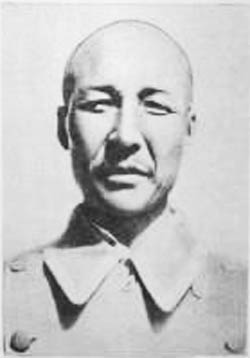
江浙戰爭前后的孫傳芳

### 孙传芳野心
孙传芳作为直系军阀的归附派，拥有北洋军最为精锐的中央第二师，早就想要自立门户建立自己的地盘。直皖战争后，孙传芳在湖北受到直系任命的湖北督军萧耀南忌惮，又曾向吴佩孚、曹锟提出到江西“平叛”，吴佩孚、曹锟等为求稳定安排他和他留日时期的同学周荫人一起去福建占领皖系王永泉的地盘。1923年，孙传芳等部开至闽赣边界，此时王永泉已经和浙江、广东联合对抗直系，孙传芳孤身入闽，同王永泉哭诉吴佩孚如何排挤他，因此得到了王永泉的信任，孙传芳部得以进驻福建。1924年1月，孙传芳陈兵浙闽赣边界，对外宣传即将攻浙，对王永泉称佯浙攻赣，实际上意图反客为主，于3月占领福州并驱逐了閩南的臧致平、杨化昭部。福建平定后，孙传芳将地盘让给同学周荫人，回绝了吴佩孚要求进攻广东的命令，早早和齐燮元串通好合击浙江，在浙闽边界蓄势待发。:24-33

### 闽军臧杨入浙
闽军臧致平、杨化昭部入浙成为战争的直接导火索。臧致平在皖系军中素有“勇将”之称，最早是卢永祥部下，后来随皖系李厚基进驻福建。杨化昭则有“小诸葛”之称，属于王永泉的部下。1924年4月同安战败后，臧致平决定北上浙江寻求老东家卢永祥庇护。臧致平部在赣、闽边境流窜2000多公里，6月击败江西蔡成勋部并进入浙江常山。浙江舆论对此看法不一，卢永祥比较谨慎，希望臧致平部不到迫不得已不要进入浙江境内。臧致平回复卢永祥称自己部队愿意肝脑涂地为卢永祥效力，因此卢永祥将臧致平部收编为浙江边防军。收编臧致平部虽然壮大了卢永祥部的势力，但是也引起了直系的警惕，直系以卢永祥违反《江浙和平公约》不得允许外军通行条款为由向卢永祥发难。8月，四省向卢永祥下达最后通牒，要求立即取消收编。9月1日，直系通电全国下令攻击臧致平、杨化昭部。卢永祥最初也不愿意开战，在浙江绅士面前表示愿意辞官以免战端，暗中派人到齐燮元处求和。臧致平则结交卢永祥公子卢小嘉游说主战，最终卢永祥下定决心与直系开战，任命臧致平、杨化昭为淞沪前线指挥官，战争由此一触即发。

## 战争经过

### 开战动员
1924年8月上旬，江苏齐燮元即调兵遣将部署前线，8月18日在南京召开军事会议制定作战计划。苏军进攻战线可以分为太湖西岸宜兴、溧阳的西线和太湖以东上海方向的昆山、青浦一线，苏军以上海方向为主攻方向，增派江苏暂编第二师协防，在西线部署2混成旅及2个步兵营、1个炮兵营防御。8月初，浙江方面也召开军事会议，将浙江防线分为北路的上海一线，中路在太湖西岸宜兴一线，左路防御安徽方向来敌，南路防范福建、江西来敌。直系部署可用于攻浙之军队合计可以达到10万以上，相比之下浙江军队数量远远少于直系，势必独木难支，因此积极联络奉系、孙中山以壮声势。:254-257
1924年9月2日苏军率先越界占领安亭车站，9月3日上午苏军在黄渡、浏河一带与浙军交火，江浙战争正式爆发。战端既启，免不了口诛笔伐，直系和反对直系的皖奉粵阵营互相通电抨击对方。开战当日卢永祥电告全国，指责曹锟目无法律、无视民意、党同伐异，自己为了保境安民不得已应战，战后将会还浙于浙人，孙中山、张作霖俱回应支持。4日，孙中山通电北伐“救浙存粤”，张作霖亦通电全国表示自己将奖帅三军、扫除民贼。齐燮元也于4日通电声讨卢永祥，7日又与吴佩孚联电声讨。9月7日，曹锟以大总统身份下令解除卢永祥、何丰林官职，全国直系省份都予以声援，江西的蔡成勋、河南的张福来、湖北的萧耀南乃至远在新疆的杨增新都表态愿意参战，速平战乱。7日同日，全国各界联合会发表声明支持孙中山讨伐齐燮元，直川粤湘滇旅沪讨贼同志会亦发表声明，声称此战乃是“正义”“公理”“主义”而战。:257-258

### 江浙前线
战争爆发后，苏浙双发采取不同的战争策略：江苏方面主动进攻上海而防守宜兴，企图以优势兵力正面击溃浙军；浙军则以宜兴为主要攻击目标，企图插入苏军后方切断沪宁线，从而在太湖北岸东西夹击苏军主力:98。9月3日，苏军猛攻黄渡不成，浙江出动飞机以还击，直至次日浙军阵容才有所收缩，但苏军在浏河一线暂时停止进攻，齐燮元亲自到昆山督战。9月5日至7日，江浙两军在浏河展开激战，苏军率先包围浙军突出部浏河镇，浙军以区区2500人在浏河抵抗，勉强维持沪太公路周边交通线，苏军出动飞机，苏浙海军分别在浏河口和吴淞口对峙，列强则出动军舰和陆战队以威慑。8、9日苏军接连两天在黄渡展开激战，苏军架設电铁丝网防禦，浙军伤亡惨重，令臧致平率部来援，战线维持稳定。9日，奉系开始战前总动员。10日，江浙在浏河、黄渡、安亭全面交火，浏河两度易手，浙军在安亭佯败引苏军入地雷阵未果。18日，苏军使用开花炮猛击浏河，导致民居成片失火，中国红十字会展开援助。:179-213宜兴方面7日浙军率先展开进攻，但伤亡惨重，陈乐山亲自坐镇督战，至13日浙军已经占领宜兴南郊大部；13日下午昆山南京方向苏军援军到来，另有皖军以2混成旅共3万人从广德方向进攻，苏军转守为攻；15日苏军诈降浙军，浙军溃败至乌溪关，后退守父子岭、青石山，17日皖军攻占泗安:480，19日浙军奉命退守长兴脱离战斗:1708。截至9月20日，苏军虽然优势巨大，但轮番苦战损失惨重，一直没有在前线取得战果，只能通过编造诸如陈乐山变节、杨化昭受伤等对浙军不利的消息瓦解敌人战意；而浙军虽然挺进宜兴境内，却苦于敌人在武进从沪宁路抽调援军，同样也无法实现切断苏军后方的战略构想。:98

### 租界干涉
战争爆发后，上海租界公推英国海军总司令安特生为租界各国海军联合舰队领袖。9月5日安特生召集各国将领在英国海军旗舰班特号举行会议，决定各国分段驻守吴淞口及黄浦江以保障航道安全。联合舰队最初由美国、英国、日本、法国、意大利组成，后来葡萄牙和荷兰也调遣军舰加入，最高峰时舰队总数可达到30艘，其中以美国出兵最多。美国军舰不仅在上海周边巡航，还至甌海、宁波、镇江、浦口一带保护侨民、警告军阀。联合舰队还计划阻止闽海舰队与沪海舰队交战，9月12日更是阻止闽海舰队海军陆战队登陆吴淞炮台，17日由外交途径转告交战双方，直系若是攻占吴淞炮台不许进入黄浦江，皖系海军如果驶离吴淞口则不许回来，因此直系海军转变计划到浏河助战，皖系海军则受困吴淞口。9月3日始，租界各国海军陆战队陆续登陆，租界也出动商团护卫巡逻，严禁交战双方士兵和溃兵进入租界。上海领事团在开战前就向北洋政府请求将上海划为中立区，当时北洋政府未予回复。开战后，浙军火药储存在浦东，租界称担心火药爆炸受到影响，因此强行派军入驻浦东建立中立区。日本也趁着这个机会，越权驻军上海，企图在上海建立日租界。

### 闽军取浙
1924年8月25日，孙传芳在福建建瓯建立前线指挥所，并电请吴佩孚申请支援，获得了江西蔡成勋部一个师的调度权。孙传芳将自己的部队分为6支队，分别进攻浙闽边界的仙霞关、云和和平阳，闽海舰队亦北上支援。浙江方面则由潘国纲率领的浙军第二师、第三师负责防御，潘国纲将主力布置在衢州，分兵把守仙霞关等进入衢州盆地的要道。9月4日孙传芳部强攻仙霞关不克，后浙军第二师炮兵团团长张国威暗中投敌导致浙军溃败，孙传芳部下孟文昭得以轻取浙闽边境的仙霞关，闽军得以进入金衢盆地进攻江山。14日闽军占领龙泉，潘国纲命令2个团固守江山，并增派一个团援军，但增援的第7团已受孙传芳策反抗令不援，江山战役浙军大败，孙传芳部追击江山、常山守军至衢县。潘国纲得知前线失守，主动撤至兰溪，并向遂安一带继续退却。:34-35:942
浙江地方实力派见直系海军游荡宁波海面，浙军且战且退，局势危急，于是于9日宣布宁波独立，发动民众抵抗外军。18日，卢永祥得知南路失守，担心浙军因此叛变，于是通电还浙于浙人，辞任浙江督军，让浙江人自己组织军队抗击孙传芳，将自己的司令部转移至上海龙华，省长张载阳亦于同日辞职转交政务于警务处处长夏超，随卢永祥同赴上海。20日，齐燮元见宜兴卢永祥部受到孙传芳重创，遂令所部进攻嘉兴，卢永祥令宜兴所部向上海靠拢。同日，夏超致电吴佩孚表示归顺，直系任命孙传芳为浙江军务督理。22日，直系宣布罢免张载阳省长职务，由夏超继任省长。24日，孙传芳部第十混成旅率先进驻杭州，次日杭州各界出城迎接孙传芳入城。26日，孙传芳通电全省正式就任浙江督军，命令部队开赴嘉兴，与齐燮元部合围松江。:258-260:159-161

### 战事结束
孙传芳接管浙江之后，浙军上下人心惶惶，许多主要官员都已经出逃，浙军第二师师长潘国纲也投降孙传芳。卢永祥担心陈乐山率领的中央第四师也会叛变，因此要求陈乐山尽快回到上海，然而陈乐山没有回复。卢永祥已然失去了浙江和浙军的控制权，同时也不能完全控制自己在黄渡、浏河前线死守待变的部队，一时半会也指望不上奉系扭转战局，因此萌生退意，想要遁入租界逃避。租界当局则希望卢永祥早日离开，不得已卢永祥只能召集部下背水一战，聯軍拼死冲击苏军的昆山防线企图突围，苏军不得不转攻为守。9月29日，卢永祥部和齐燮元部在黄渡、嘉兴展开激战。10月1日爆发“开战以来最剧烈之战斗”，卢永祥部进攻马陆不利，损失可能达到3000多人。战后，卢永祥部召开会议，主战的臧致平和主張“静候时宜”的何丰林争执不已，会议遂无果而终。:214-225

10月4日，曹锟见战局已定，嘉奖参战将领，责成苏浙两省进行善后。8日，松江守将王宾弃城逃亡，孙传芳进占松江，并成功抵御何丰林部反攻。10日，齐燮元部占领青浦。9日，奉系惨败山海关:232。卢永祥在先后丢失松江、新桥、青浦、嘉定后，于12日召集部下商议对策，陈乐山会上劝告卢永祥下野，卢永祥同意。何丰林得知卢永祥想要下野，也表示要一同下野。下午3时，卢永祥通电下野。13日一早，卢永祥同何丰林、臧致平一同乘坐“上海丸”东渡日本。此时，卢永祥部仍有上海残军3万多人不愿意投降直系，另外真如一带的臧致平、杨化昭部也不愿意投降，残军于14日推举皖系将领徐树铮领导继续斗争，次日公共租界工部局逮捕了徐树铮，残军从此群龙无首。20日，苏军代表白宝山与浙军代表朱声广在上海北浙江路华安坊达成善后协议，浙军残部退出上海北站和闸北，在新龙华和江湾等地接受苏军改编或解散，江浙战事告一段落。:260-261:161-163

上海《东方杂志》刊载之前线摄影
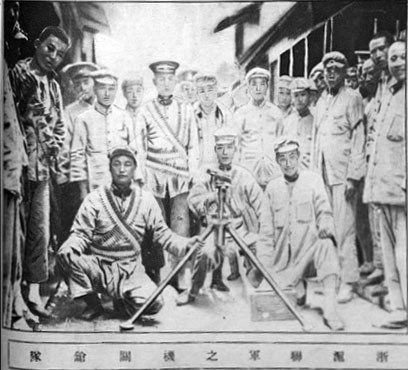
浙沪联军之机关枪队
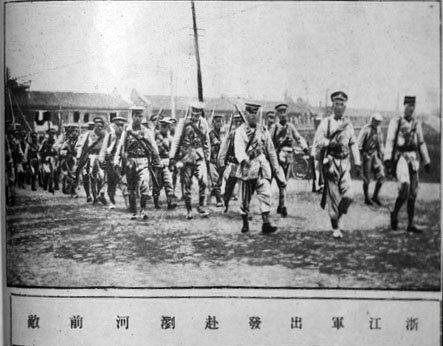
浙江军出发赴浏河前敌
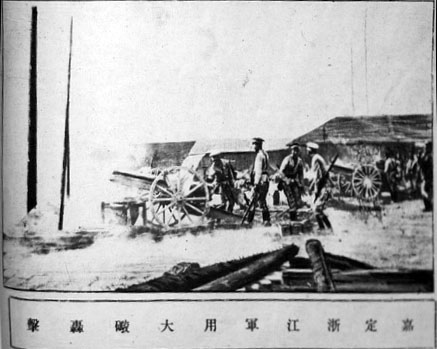
嘉定浙江军用大炮轰击
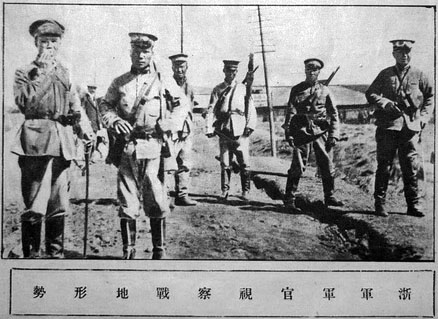
浙军军官视察战地形势
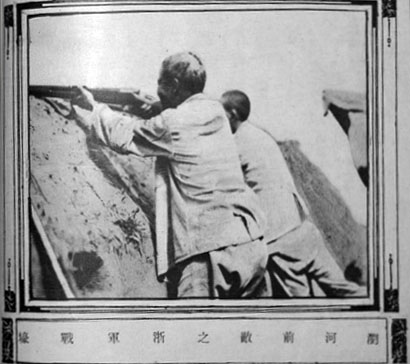
浏河前敌之浙军战壕
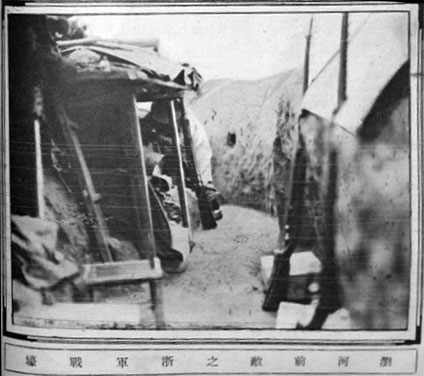
浏河前敌之浙军战壕
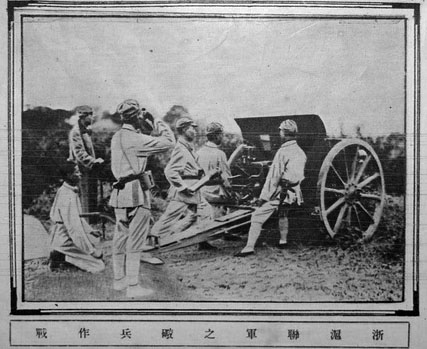
浙沪联军之炮兵作战
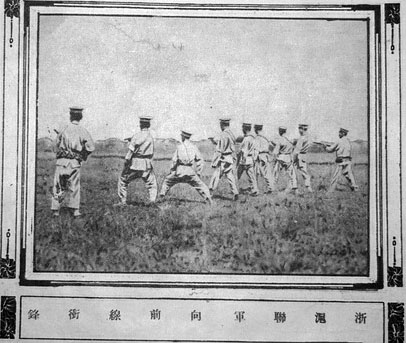
浙沪联军向前线冲锋

## 结局和影响

### 时局变动
江浙战争标志着英美扶植的直系和日本扶植的反直系势力之间的新一轮较量开始，皖系在江浙战争后失去了最后一块地盘，从此一蹶不振，在政治和军事上无足轻重。:798反直阵营的奉系最终在第二次直隶奉天战争中取得胜利，北方局势发生重大变化。南方的孙中山虽然也响应卢永祥北伐，但因为广州商团事变未能成行，广东局势也发生重大变化。江浙地方精英将战前和平运动失败视为耻辱，有人提议将开战的9月3日定为江浙两省省耻日。上海居民更是痛感军阀为争夺上海大打出手，沪上居民提议移除上海兵工厂、军阀不再驻军上海、脱离江苏省进行自治，上海总商会最终促成1925年5月段祺瑞执政府同意在上海设立独立于江苏省的自治市。然而上海的自治最终导致上海陷入无政府状态，1925年2月军阀撤出后，上海就陷无人管理的境地，上海各级行政机构对于群众运动置之不理，也让国共两党组织的五卅运动得以兴起，国共两党在上海宣传反帝国主义、反封建军阀。与之相对，浙江由于长期执政的皖系政府倒台，卢永祥支持的浙江自治运动也陷入低谷。1924年12月冯玉祥发动北京政变推翻直系政府，卢永祥从日本来到奉天，受皖系段祺瑞组织的临时政府委任接替齐燮元掌管江苏。1925年1月卢永祥在奉系张宗昌部支援下占领江苏大部，为进一步占领浙沪发起第二次江浙战争。卢永祥在五卅运动爆发后辞职，北京政府在北京公使团压力下命令奉系进驻上海，镇压五卅运动。奉系的进驻引起孙传芳不满，他发起反奉战争驱逐了江苏、上海的奉系势力，成为了最后一位占领上海的军阀。:165-168

### 经济损失

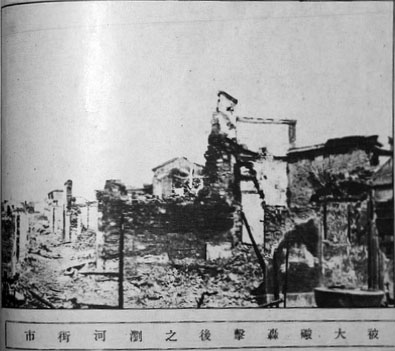
沦为废墟的浏河镇街市

经济上的损失，首先来自于军阀的横征暴敛。《申报》曾刊载文章估计开战双方军费高达六七千万，如此规模的开销正常税收必然难以支持，因此开战双方都将目标转向江浙商人。8月22日苏军的朱熙就向苏州商界勒索30万“开拨费”，9月5日卢永祥也委托杭州商会发行金库兑换券50万元，卢永祥撤离杭州又以军饷未拨为由“请求”杭州总商会为之筹款50万元，几日后孙传芳又向杭州银钱业勒索80万现大洋，战后孙传芳还向上海商界勒索100万“善后”，据传苏州富商潘济之受到当局勒索50万元受惊而死，此等案例不一而足。军阀长官尚且如此，士兵烧杀抢掠自然不在少数，其中以卢永祥战败下野后战争进入尾声最为严重，往往浙军溃军且劫且退之后苏军且进且掠。江浙士兵主要在交战区乡间劫掠，9月20日浙军组织的湖州中国银行劫案则是唯一一例城市作案，劫掠的目标多为当地的典当铺，例如扬州典当公会会长周某家产被士兵洗劫殆尽，作案者甚至连红十字会租用的汽车也不放过。浙军在战时军纪略优于苏军，通常不会掠夺驻地，卢永祥甚至在前线亲自枪毙抢劫者，而齐燮元率领的苏军甚至连自己司令部所在的昆山都要掠夺一空。:146-155

据估计江苏战区9县直接损失高达6000多万元，但显然商业上的损失不止于直接的烧杀抢掠，江浙两省间接损失更是高达4-5亿元，外界估计非10年不可恢复。上海的金融市场率先受到战争冲击，自8月16日开始整理六厘公债价格暴跌16%，5家钱庄因此倒闭，银钱业面临挤兑危机，同行拆借利率飙升，市面货币供应量严重不足。金融业危机业影响到实体经济，上海客帮停止运输煤、茶叶等大宗商品，现货交易由于缺乏资本与现货近乎消失，各行各业销售业绩急转直下。上海金融业危机逐渐演变为全国性金融危机，在浙江杭州中国银行投入20万现洋救市无果，江苏镇江金融业自开战就开始罢市，江浙以外的汉口、北京等地金融业亦受到打击。受到战争影响，许多地方因为商品、资本周转终止而陷入危机，杭州多家绸行因为无法收回外省资金而破产，德清等地由于交通中断民生商品售罄，沪宁线、沪杭线及内河航线均因战争暂停，江浙对外贸易极大受挫。与此同时诸如长兴煤矿等工业企业因为停工蒙受巨大损失。农村商业亦因为农产品减产和农民出逃受到冲击。:156-159

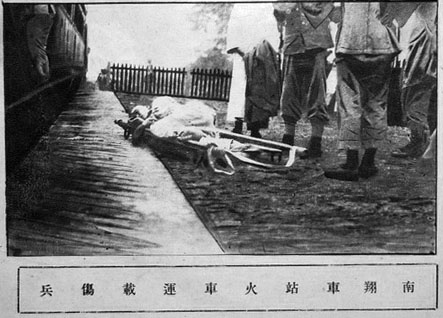
南翔火车站运输的伤兵

### 人道灾难与援助
战争亦造成了严重的人道主义危机，成为了江南自太平天国以来损失最为严重的灾难。根据战后统计，江苏省战时平民伤亡达到1700人。双方士兵亦伤亡巨大，浙军在马陆一战就损失3000多人，每日都有数百人伤亡，合计士兵伤亡可达3万人。兵祸戕害最深莫过于普通百姓，军阀拉壮丁、勒索军饷、抢劫民众等恶行屡见不鲜。苏军至8月24日开始在南京征召壮丁，导致市民恐慌，纷纷躲避家中，士兵只能强行进入私宅搜寻未被征召的劳动力，苏军在常州、南京、苏州等地不得不征召妇女充当伙夫乃至于“公妻”，苏州、扬州商界因营业受到征召冲击罢市抗议，杭州因商会介入免于征召之苦。受征召者任由士兵逼迫劳动，运输弹药亦无安全措施，不从则用枪把殴打，逃跑则鞭挞至遍体鳞伤，有人亲眼见到同屋30人只有一半能够活着回来。男性尚且如此缺乏尊严，何况乎妇女权益——由于苏军风气实在败坏，齐燮元不得不下令强奸31人以上者军法处置，官兵劣迹不胜枚举：昆山有一案，苏军封船搜人时轮奸船上的8岁女童和78岁老妪；方泰有士兵13人，出游遇到农妇采棉，轮奸致死；安亭有名寡妇守家，待家人战后回看，寡妇全身赤裸，在床上腐烂数日。战区周遭十室九空，留下来复受“丘八”劫掠勒索，大量居民外逃沦为难民，逃往临近的上海、南通、苏州等地，据日本人调查上海租界人口暴涨将近50万，而南通亦录得十多万难民涌入。浙军占领的上海也非完全的避风港，自开战起军队就开始在上海城厢、闸北等闹市征召壮丁直接送到前线，工厂担心工人被人捉走因此几乎全部停工，13日卢永祥下野后浙军完全失控，肆无忌惮迫害民众，华界居民又开始涌入租界，时人称“上海自通商以来实未有如此混乱也”:165。当时总部在上海的中国红十字会设立众多收容所接纳难民，并派人员到战区营救那些来不及撤离的群众和伤兵，截至1924年9月20日累计救出难民2万人，救治伤兵5000多人。战后，红十字会还负责难民的遣返和战场清理防疫工作，积极参与兵灾的战后调查。:31-66, 177-201

### 注解
1. ↑  
《甲子内乱始末纪实》记录比较全面，其军队编制大致与《浙江通史》相同，并且单独列出海军编制，统计江苏合计43500，江西合计不详，安徽合计17500，福建合计50000，浙江合计69100。[1]:163-167《浙江通史》根据《近代稗海》第5辑301-302页统计江苏军队不超过4.65万，江西军队可以用浙江兵事者不过2万，安徽可用约1.8万，四省合计可达10万；浙江仅5万左右。[2]:257《上海通史》则根据1924年《江浙战史》及1930年《最近三十年中国军事史》统计浙军7.4万加上沪军1.7万合计9.1万，苏军则有8.1万。[3]:160
2. ↑  关于衢州一带战斗记载混乱：《浙江通史》称9月10日孙部占领常山，17日通过仙霞岭进军江山（没有提及占领）[2]:259；《上海通史》称孙部9月6日发动进攻，8日张国威投降，16日占领江山、17日占领常山。[3]:161《民国军事近纪》提及9月16日潘国纲在江山战败。[18]:99《从档案看1924年的江浙战争》则称16日攻仙霞岭（没有说何时占领），随后进攻江山，17日占领常山，18日占领衢州、开化，拟21日攻建德，22日占领湖州。[4]
3. ↑  松江陷落的具体时间说法不一，有《甲子内乱始末纪实》的10月4日[1]:224，《上海通史》《从档案看1924年的江浙战争》一文的10月8日[4][3]:162等等
4. ↑  指嘉定县、松江县、青浦县、宝山县、上海县、金山县、奉贤县（在今天上海市境内）和太仓县、昆山县（在今天江苏省境内）